# Kaimana Airport
Kaimana Airport är en flygplats i Indonesien. Den ligger i den östra delen av landet, 3 000 km öster om huvudstaden Jakarta. Kaimana Airport ligger 5 meter över havet.
Terrängen runt Kaimana Airport är platt söderut, men åt nordost är den kuperad. Havet är nära Kaimana Airport åt sydväst. Runt Kaimana Airport är det ganska tätbefolkat, med 129 invånare per kvadratkilometer. I omgivningarna runt Kaimana Airport växer i huvudsak städsegrön lövskog.